# Montafia
Montafia est une commune de la province d'Asti dans le Piémont en Italie.

## Administration
| Période                                  | Période | Identité       | Étiquette    | Qualité |
| ---------------------------------------- | ------- | -------------- | ------------ | ------- |
| 2004                                     | 2009    | Paolo Faussone | Lista civica | Maire   |
| 2009                                     | 2014    | Marina Conti   | Lista civica | Maire   |
| 2014                                     |         | Marina Conti   | Lista civica | Maire   |
| Les données manquantes sont à compléter. |         |                |              |         |

### Hameaux
Bagnasco, Vignole, Valdelserro, Zolfo

### Communes limitrophes
Buttigliera d'Asti, Capriglio, Cortazzone, Piea, Piovà Massaia, Roatto, San Paolo Solbrito, Viale, Villanova d'Asti